# Dicranophragma (Dicranophragma) pardalotum
Dicranophragma (Dicranophragma) pardalotum is een tweevleugelige uit de familie steltmuggen (Limoniidae). De soort komt voor in het Oriëntaals gebied.